# Консепсьон (вулкан)
 Консепсьон (исп. Concepción) — активный стратовулкан высотой ~1610 метров в Центральной Америке.
Расположен в северной части острова Ометепе, на пресноводном озере Никарагуа неподалёку от столицы одноимённого государства — Манагуа. С 1883 года вулкан извергался более 25 раз, последнее извержение началось 11 декабря 2009 года. На склонах вулкана активно действуют фумаролы. К югу от него находится вулкан Мадерас.